# Adenia cladosepala
Adenia cladosepala là một loài thực vật có hoa trong họ Lạc tiên. Loài này được (Baker) Harms mô tả khoa học đầu tiên năm 1897.